# 魔兽争霸III：混乱之治
《魔獸爭霸III：混亂之治》是一款即时战略游戏，属于暴雪娛樂出品的《魔兽争霸》系列第三代作品，于2002年发行。迄今總共發布了二十八個版本。2003年5月暴雪公司又发行了《魔兽争霸III：寒冰霸權》（[Warcraft III: The Frozen Throne] 错误：{{Lang}}：文本有斜体标记（帮助）），它是本作的资料片。暴雪同时对《混亂之治》与《冰封王座》两个版本进行更新与维护，并在其Battle.net平台上提供免费的网络对战服务。

## 故事背景
飽嘗多年的囚禁苦難後，艾澤拉斯的獸人殘部被一名曾經身為奴隷的獸人所解放，他的名字叫做索爾。這位年輕的薩滿率領重整旗鼓的部落逃往卡林多大陸，以躲避企圖毀滅整個艾澤拉斯的惡魔軍隊、燃燒軍團的入侵。為削弱世界的防禦，燃燒軍團釋出恐怖的新武力：不死族的天譴軍團。羅德隆的阿薩斯‧米奈希爾王子為保衛家園與這些可怕的敵人展開殊死之戰，但他終究沒能抵擋住恐懼和絶望，反而因為怒火攻心急於替人民報仇被召入天灾軍團的神秘領袖、巫妖王的麾下。在卡林多，索爾所領導的部落將新仇舊恨暫時擱置一旁，與其他種族組成聯軍，無數次擊退由惡魔領主阿克蒙德統帥的燃燒軍團所發動的攻勢。這支由人族、獸族、夜精靈所組成的聯軍，在付出極其高昂代價的情況下，最終戰勝亡靈與燃燒軍團等惡魔，捍衛住神聖的海加爾山脈。（隨後續接《魔獸爭霸III：寒冰霸權》的劇情）

## 遊戲特性
《魔獸爭霸III》發行起計总計出貨440萬份，而首月銷售了100萬份。玩家可以選擇在《魔獸爭霸III》中操控四個種族，其中兩個在前作《魔獸爭霸II》已曾經出現，分別是Human（臺灣譯作人類，中國大陸譯作人族），Orc（臺灣譯作半獸人，中國大陸譯作獸族）。另外兩個則是《魔獸爭霸III》新增的種族：Undead（臺灣譯作不死族，中國大陸譯作亡靈），Night Elf（臺灣譯作夜精靈，中國大陸譯作暗夜精靈）。那迦族（Naga）在製作時曾經設想作為第五個可操控的種族，但在遊戲測試時刪去。而官方解釋是：加上那迦族之後很難保證遊戲的平衡性，因為那迦族的部隊可直接跨過水域。而今它則出現在戰役模式和中立生物當中。
《魔獸爭霸III》包含了大多數即時戰略遊戲所具備的要素：資源採集、基地建立和戰鬥指揮。遊戲的操作方式亦類似星海爭霸，秉承了星海爭霸易於操作的優點，並簡化了星海爭霸中一些繁瑣的操作。例如玩家可設定電腦以「自動施放」部份常用魔法，從而省去手動操作的過程。
此外，亦可從四個種族之設定見到《星际爭霸》的影子，譬如夜精靈則像《星际爭霸》人族般可以移動自己的基地，而不死族與神族皆能製作一種專門用於偵察的隱形單位，且於造建築物時農民於可離開建築物（猶如「召喚」建築一樣而非「建造」建築）。

### 角色扮演因素
正如遊戲開發者當初所想，《魔獸爭霸III》使玩家集中注意力於「控制戰鬥單位」而非「生產戰鬥單位」。故與《星际爭霸》相異，此遊戲要求玩家關注於小規模的戰鬥而非宏觀的調兵遣將。這使每一場戰鬥更像一個角色扮演遊戲，而與之類似的就有暗黑破壞神。事實上，最初曾考慮設計為一款戰略角色扮演遊戲，惟隨數名高級設計師離職，遊戲轉型為即時戰略遊戲。
該遊戲亦加入一種全新戰鬥單位，是為英雄，乃一種可透過獲取經驗值升級並增強能力的超級戰鬥單位。其可分為本族英雄和中立英雄。每當己方殺滅一個敵方單位或中立生物時，英雄便可獲取相當的經驗值而累積一定程度時其等級就會上升。等級每當上升時，英雄便可通過添加技能點學習或加強一項技能，不同英雄可學習之技能亦有所異，例如：人類大魔法師可召喚水元素、提高周圍魔法作戰單位的魔法值回覆速率、以暴風雪攻敵及傳送己方戰鬥單位至其他地方。除此以外，英雄們亦可以攜帶於商店購得或戰勝中立生物後獲取之物品，而此等物品則可提高英雄或整體的作戰能力，如加速捲軸及生命藥水；也可用以傳送整個軍團或某個戰鬥單位，如回城捲軸及避難權杖。遊戲過程中，一方最多可以有三個英雄出現，但需要將自己的主城升級，可將己方建築物解鎖進而可建築出來。而倘若有英雄於戰鬥中陣亡，則可在祭壇中加以復活重生回到戰場上。
如上所述，中立生物可視為遊戲中創新之處。即便多人遊戲中，亦存有完全由電腦控制的中立生物，以守衛地圖中關鍵的位置及中立的建築物。它也成為選手間爭奪的資源，擊殺中立生物後便可獲得相當的經驗值、金錢及物品。使這個類似於角色扮演遊戲的玩家更具「攻擊性」而不會過於防衛，從而提高遊戲的娛樂性及可觀性。
而另一影響遊戲策略的操施就是維護費徵取，此操施源於一種概念——擁有越多戰鬥單位就須要付出越多的資源去滿足部隊的需要，如士兵需要補給、武器需要打造、盔甲需要鍛煉等。該遊戲則以上稅實行此概念。當玩家部隊的數目到達一定程度時，就須於每採集十塊黃金上繳其中三塊。當部隊數目抵達更高程度時，每十塊就須上繳六塊。
因此傳統即時戰略遊戲中產生大量戰鬥單位的「暴兵」策略不再流行，因為這會增加玩家的維護費及贈予對手更多的經驗值。而於此遊戲中最重要是防止己方英雄及士兵遭到殺害，且盡力攻殺對方英雄及士兵，這就需要玩家們操作士兵與英雄的走位，也就是俗稱的「控兵」。

### 戰役
《混亂之治》的戰役不像二代一樣是分兩種路線，而是一條連貫性的時間線。必須按照人類→不死族→半獸人→夜精靈這樣的順序才會看到結局。但是整個故事的開端是從教學戰役《王族的出兵》開始的。

### 可扩展性
由于暴雪公司在推出魔兽争霸3的同时推出了功能强大的地图编辑器，使玩家可以自定义魔兽地图及单位。催生了DotA、3C这样源于魔兽却脱离魔兽独自成为电子竞技项目的地图，以及一些RPG娱乐地图。甚至暴雪官方也推出过魔兽版的贪食蛇和赛车游戏。

## 外部連結
- （英文）官方网站
- （繁體中文）台湾官方網站 （页面存档备份，存于）
- （英文）官方策略指南